# 勸學詩
《勸學詩》或稱《勸學文》，是宋末元初经多人参与创作，假托宋朝宋真宗皇帝所作的诗歌，目的是勸勉男兒努力讀書，透過科舉出仕來達成自己的夢想。一般人常說的「書中自有黃金屋、書中自有顏如玉」就是出自這首詩。该诗见于元代的《古文真宝》。

## 原文
《勸學詩》：
富家不用買良田，書中自有千鍾粟。

安居不用架高堂，書中自有黃金屋。

娶妻莫愁無良媒，書中自有顏如玉。

出門莫愁無人隨，書中車馬多如簇。

男兒欲遂平生志，六經勤向窗前讀。

## 傳說
据称，宋真宗寫此詩是因爲唐之後宋之前屬於戰亂的五代十國，人們更偏重學武，而讀書則不被重視。宋真宗作爲宋代第三個皇帝，仍然覺得社會上讀書氣氛不夠濃厚，所以做了這麽一首詩來勸人們讀書學習。